# 余青松
余青松（1897年4月9日—1978年10月30日），男，生于福建省泉州府同安縣（今厦门市），中国天文学家。

## 生平
1897年，余青松出生于福建省泉州府同安縣（今厦门市）。曾就读于鼓浪屿养元小学。1918年，赴美留学，后获加利福尼亚大学哲学博士学位。1927年归国，是厦门大学天文系、南京紫金山天文台和昆明凤凰山天文台的创建者。。
1947年出国。先后在加拿大多倫多大學、美国哈佛大学天文台工作。1955年，任美国胡德学院教授兼该院威廉斯天文台台长。英國皇家天文學會会员。
1967年退休。1978年10月30日，病逝于美国马里兰州。